# Hugue II de Sillé
Hugue II de Sillé, seigneur de Sillé. 

## Biographie
Hugue II de Sillé, fils de Guillaume II de Sillé, est caution avec son père du don de l'église de Grazay à l'évêque Guy, en 1133 ; il reparaît donnant le pressoir de Lamboel et le tiers de celui de Bidanne à l'abbaye de Savigny qui l'échangea avec l'abbaye de Champagne : la donation primitive est rappelée dans l'acte d'échange entre les religieux de Savigny et ceux de Champagne. Il donna aussi à Savigny un bourgeois de Sillé. Hugue mourut de 1160 à 1162.
Godeheut, femme d'Hugue, dite à tort, par Odolant-Desnos, de la maison de Beaumont-au-Maine, car elle ne peut être, comme il l'affirme, la fille de Roscelin et de Constance d'Angleterre mariés en 1145, et pas davantage celle d'Hubert, qui fut religieuse, est pour nous d'une famille inconnue. 
Odolant-Desnos se trompe également en affirmant que Hugue de Sillé, à cause de cette alliance, serait nommé son fils par Roscelin, dans le Cartulaire de Tironneau, chose impossible, car cette abbaye ne fut fondée qu'en 1151. Il s'agit d'Hugue de Silly et non d'Hugue de Sillé. Godeheut est mentionnée au Cartulaire de Savigny, avec ses enfants, moins Hugue. Hucher se trompe aussi en attribuant l'acte de Savigny au XIe siècle. L'abbaye cistercienne n'était pas fondée alors.
Godeheut eut pour enfants :
1. Guillaume, qui succéda à son père ;
2. Hugue, inhumé à la Fontaine-Saint-Martin, où son frère aîné fonda son anniversaire ;
3. Robert, reçu avec Guillaume et son frère absent dans la fraternité de Savigny ;
4. Cécile ;
5. Téognis.

M. de Lestang place ici un Guillaume III, époux d'Ermengarde, qui aurait seulement assisté à la donation de son père à Savigny ; et un Hugue III, partisan des fils révoltés de Henri II en 1172-1173, sur qui Sillé aurait été saisi par le roi d'Angleterre. Cet Hugue peut être celui qui fut inhumé à la Fontaine-Saint-Martin. On trouve en effet un Hugue de Silli ou de Sillé parmi les alliés des fils rebelles d'Henri II, mais il ne fut point seigneur de Sillé, à moins toutefois que Hugue n'ait été frère aîné et que Guillaume ne soit devenu seigneur de Sillé qu'après sa mort. Mais l'abbé Angot n'a trouvé aucune mention de la prise de Sillé.

## Source
- Abbé Angot, « Baronnie de Sillé », dans Bulletin de la Commission historique et archéologique de la Mayenne, 1920, n° 36, p. 135-152.